# 成嶋早穂
前田 早穂（まえだ さほ、1985年7月19日 - ）は、日本のフリーアナウンサー、タレント、元東海テレビアナウンサー。結婚前の旧姓は 成嶋（なるしま）である。
千葉県柏市出身。

## 略歴
2005年に、フェリス女学院大学の強い女性をテーマとしたコンテストで、最優秀賞に当たる「フェリストロンゲスト2005」に選出され、雑誌「ViVi」と「学天」で読者モデルを務めた。
2005年6月から2007年3月まで『みんなが出るテレビ』（以下『みんテレ』。テレビ神奈川）の女子大生リポーター、2006年7月から2007年1月まで『BSフジNEWS』（BSフジ）の学生キャスターとして出演し、『みんテレ』では番組の提供読みや司会進行も担当するなど活躍した。
2008年に、フェリス女学院大学文学部英文学科を卒業して東海テレビへ入社した。4月22日に『FNN東海テレニュース』でアナウンサーとして初めて放送に出演した。『コピッて!』の3代目キャスター、『ぴーかんテレビ』のお天気キャスター（火曜日担当）も務める。
2009年1月14日に、新番組『趣味と遊びを極める!まに=DO!』のナビゲーターとして、勅使河原由佳子とともに2010年3月までレギュラー出演した。
2010年4月から、『あげテンッ』でナレーションと映画情報コーナーを担当し、『スーパーサタデー』にレギュラー出演して、両番組とも2010年9月まで継続した。
2010年10月31日に東海テレビを退社して、12月1日にセント・フォースへ移籍した。
2011年4月から事務所の先輩の岩崎千明らとともにスカパー!の南関東地方競馬チャンネルのキャスターを務めるも、9月頃に南関東地方競馬チャンネルから降板してセント・フォースを退所した。
2011年11月にケイダッシュグループのアワーソングスクリエイティブへ移籍した。
2012年1月1日、当時広島東洋カープに所属していたプロ野球選手の前田健太と結婚して、12月9日に結婚披露宴を催した。
2013年6月19日に妊娠6か月であることを公表し、9月12日に第一子となる女児を出産した。

## 人物
- 身長は163センチメートルである。
- 私立東京家政学院中学校・高等学校、フェリス女学院大学文学部英文学科をそれぞれ卒業した。高校時代にオーストラリアで短期留学、大学時代にアメリカでホームステイの経験がある。
- アクセサリー収集が趣味で、バイオリン演奏を特技としている。バイオリンは5歳の頃からたしなみ、2007年3月29日放送「みんなが出るテレビ」のオーケストラプロジェクト[10] で演奏した。当日の放送を最後に「みんなが出るテレビ」の女子大生リポーターを終えた。
- ソニープラザの取扱商品が大好きと「みんなが出るテレビ」で公表したことをきっかけに、番組内コーナーの「Sony Plaza What's New!」第1回放送でナビゲーター兼リポーターを務めた。
- 友人関係は『みんテレ』では、同時期に番組を卒業した市野瀬瞳、多田紗耶子（関西テレビ川島壮雄の妻）、坂本洋子、先輩リポーターでは松尾翠（福永祐一の妻）、原渕由布奈（福井テレビ）がいる。特に市野瀬は東海テレビ退社後も親しく交際している。東海テレビ入社以降は、塩尻奈都子、荒井千里（キャイ〜ン・天野ひろゆきの妻）、田岡咲香と親しく、自身の2009年の誕生日に塩尻から贈られたバースデーケーキに“成嶋部長”のネームプレートが飾られていた[11]。3人はともに地上デジタル放送推進大使[12]で、荒井からは“さほりん”と呼ばれている。
- 歌唱とピアノ演奏の講師を務めていた母から影響を受け、幼少期からテレビ視聴と歌唱や話すことが大好きで、祖母からは「アナウンサーになったらどうか」と向けられたことなどから、アナウンサーを志した。夢はキー局のアナウンサーであったが準キー局の東海テレビに入社した。

## テレビ出演

### 学生時代
- みんなが出るテレビ（テレビ神奈川／2005年6月30日 - 2007年3月29日／女子大生リポーター）
- BSフジNEWS (BSフジ／2006年7月 - 2007年1月 ／第11期学生キャスター[13])
- 頂きアンタッチャブル（テレビ朝日／2007年4月6日／『未来の女子アナ対抗ジェスチャークイズ』に解答者として）

### 東海テレビ時代
- FNN東海テレニュース（2008年4月 - 2010年9月、不定期出演）
- リポートあいち
- ドラゴンズTODAY（ナイターシーズンのみ、不定期出演）
- めざましテレビ公認 わがまま!気まま!旅気分『旅の達人VS旅の初心者 奥美濃・飛騨 古都めぐり』（2008年7月26日、BSフジ[14]）
- コピッて!（2008年5月9日 - 2010年3月26日、3代目キャスター）
- ぴーかんテレビ 火曜日お天気コーナー（2008年10月7日 - 2009年3月25日）、リポーター（2009年4月 - 2010年3月）[15]
- 趣味と遊びを極める!まに=DO!（2009年1月14日 - 2010年3月31日、レギュラー出演）
- あげテンッ（2010年4月1日 - 9月、ナレーター、映画情報コーナー担当）
- スーパーサタデー（2010年4月3日 - 2010年9月25日、レギュラー出演[16]）
- 映画「ライアーゲーム」公開記念・女子アナ28人ダマし合いスペシャル!（2010年3月6日、フジテレビ[17]）- この番組で地上波全国デビューを果たす。
- とんねるずのみなさんのおかげでした「矢島のケンミンSHOW」（2010年4月29日、フジテレビ）[18]
- FNN東海テレビスーパーニュース（清水美紀の代役として出演。2009年度のみ）

### セント・フォース時代
- 南関東地方競馬チャンネル（スカパー!、2011年4月 - 2011年9月）

### アワーソングスクリエイティブ時代
- 踊る!さんま御殿!!（日本テレビ、2012年1月31日・12月18日、夫の前田健太と共に出演）
- 人生が変わる1分間の深イイ話（日本テレビ、2012年7月2日）
- 人志松本のすべらない話（フジテレビ、2012年12月29日）

## その他の出演

### CM
- カジュアルメガネHatch（テレビ神奈川のみ／2006年7月 - 2006年12月）
- ワンセグ放送キャンペーン（テレビ神奈川／2006年)
- ウコンの力〜カラオケ篇〜（ハウス食品／2007年 - 2008年、加藤浩次と共演）
- ファミリー引越センター（2012年、原口あきまさと共演）

### インターネットテレビ
- CanCamのCanCamTV局アナ

## モデル活動

### 読者モデル
- ViVi
- CanCam
- 学天（ベンチャー・オンライン発行のフリーペーパー）

### その他
- ジョイフル恵利ブライダル・ショー・イベント（2007年9月）
- クレアトゥール・ウチノ広告モデル